# Notophysis laevis
Notophysis laevis es una especie de escarabajo longicornio del género Notophysis, tribu Cacoscelini, orden Coleoptera. Fue descrita científicamente por Jordan en 1894.
La especie se mantiene activa durante los meses de enero, marzo, abril, septiembre, octubre, noviembre y diciembre.

## Descripción
Mide 25-45 milímetros de longitud.

## Distribución
Se distribuye por Angola, Camerún, Gabón, República Centroafricana, República Democrática del Congo y República del Congo.